# Mercedes-Benz Classe GLC (Type 253)
 (octobre 2016).
Si vous disposez d'ouvrages ou d'articles de référence ou si vous connaissez des sites web de qualité traitant du thème abordé ici, merci de compléter l'article en donnant les références utiles à sa vérifiabilité et en les liant à la section « Notes et références ».
Le GLC Type 253 est un SUV compact fabriqué par le constructeur automobile allemand Mercedes-Benz à partir de septembre 2015. Le Type 253 fait partie de la Classe GLC.
Remplaçant du GLK, il est inspiré de la Classe C, qui abandonne les lignes anguleuses du modèle précédent. Il est dévoilé le 17 juin 2015, puis au Salon de Francfort 2015.
Le Type 253 est sortie en deux carrosserie différentes : SUV compact et SUV Coupé sportif.

## Historique
En 2015, Mercedes-Benz revoit de fond en comble les appellations de ses SUV grâce au concept Vision G-Code. Ces véhicules adoptent le nom  de "GL" accolé avec la lettre provenant de la même catégorie que les berlines (exemple : le Mercedes-Benz Classe GLA dérive de la Classe A). Le GLK est ainsi remplacé par le GLC qui arbore un dessin proche de la nouvelle Classe C.
- 17 juin 2015 : présentation au salon de Francfort ;
- Mi 2015 : lancement du SUV familial ;
- Fin 2015 : présentation du SUV Coupé Concept sportif au salon de Shanghai[6] ;
- Avril 2016 : présentation du SUV Coupé de série au salon de New York[7] ;
- Début 2016 : lancement du SUV Coupé sportif.

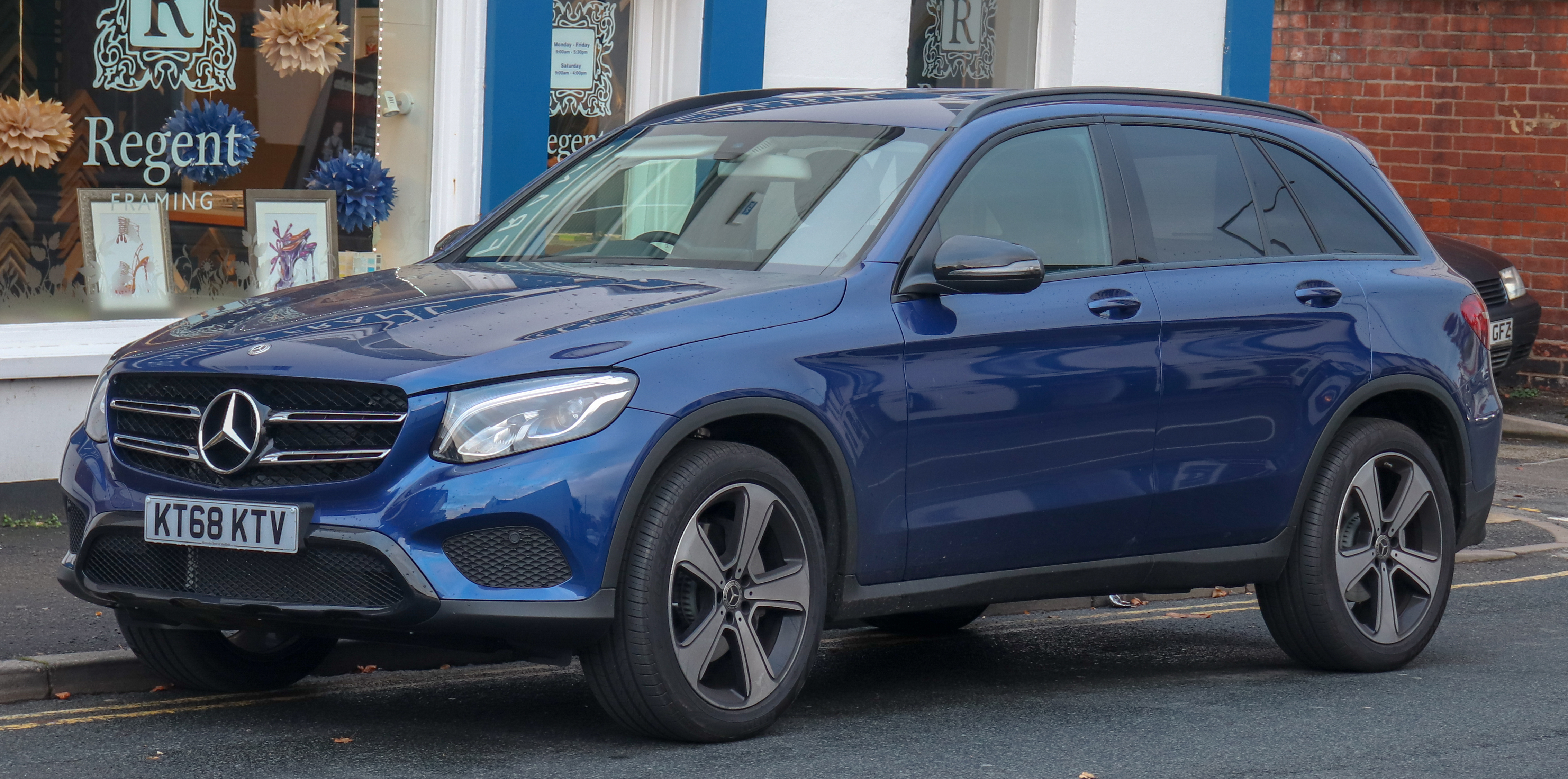
Version GLC 250  UK
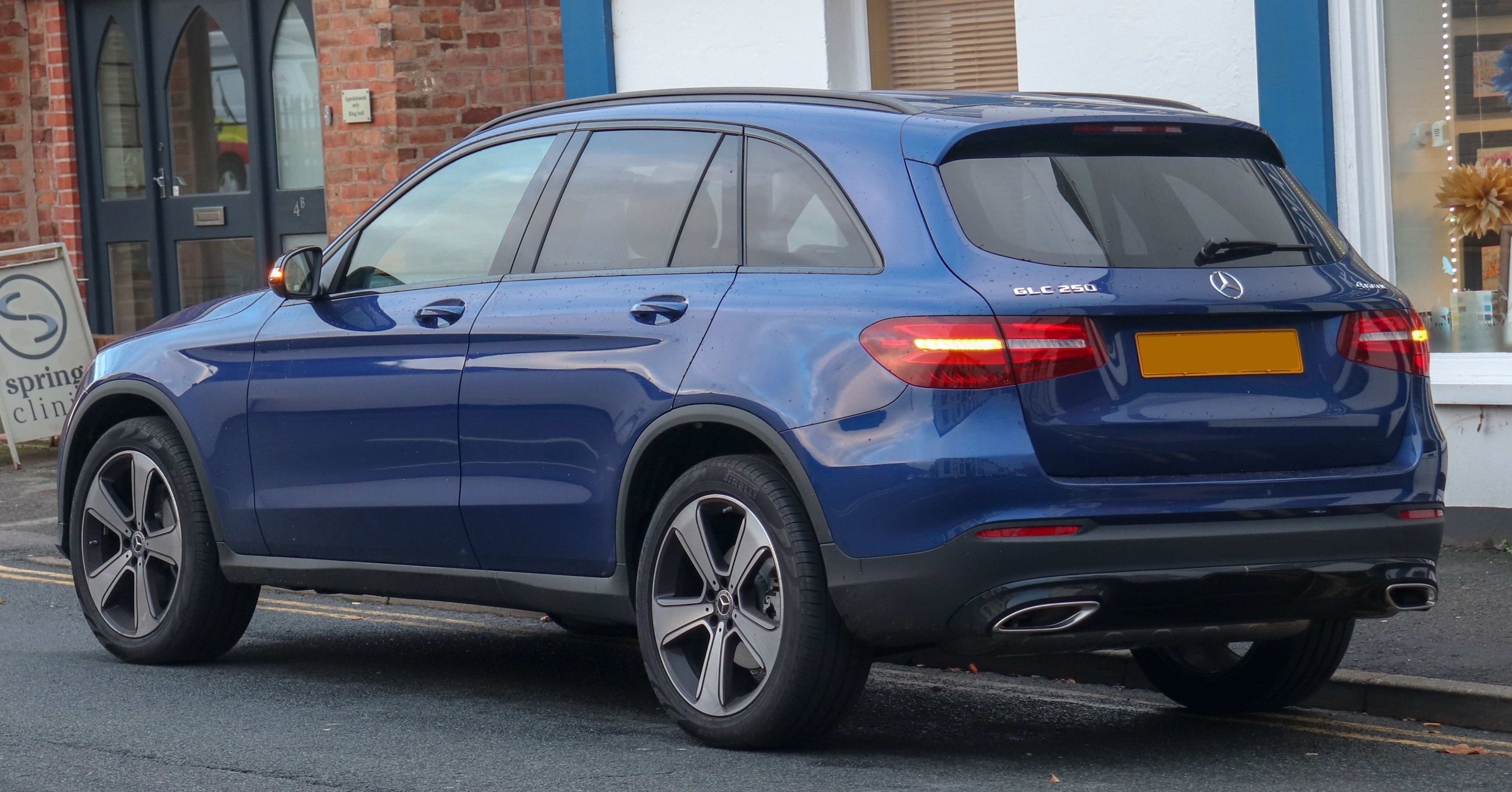
Version GLC 250  UK

### Phase 1
Produite de 2015 à 2019.

### Phase 2

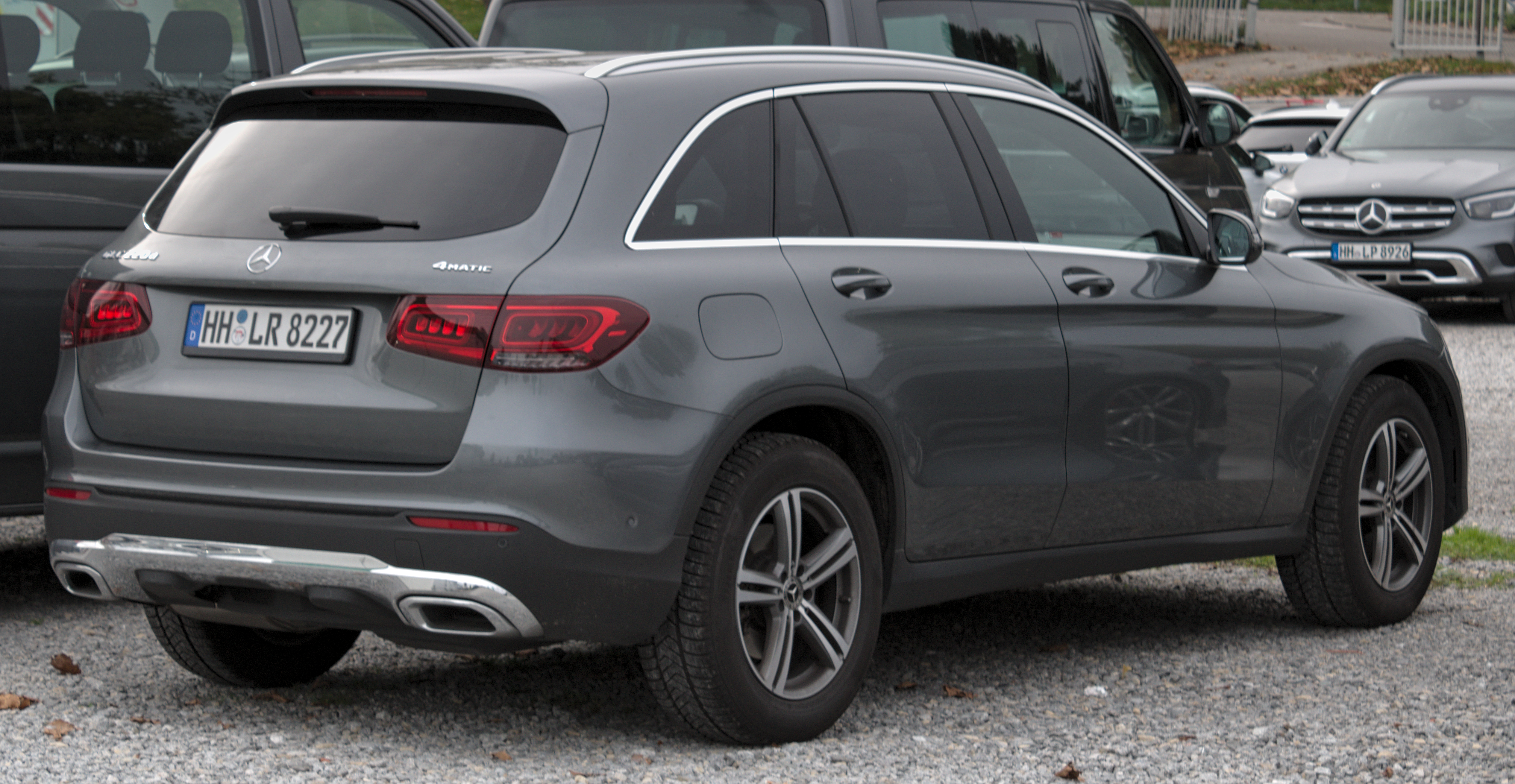
Phase II

Produite de 2019 à 2022,.

## Les différentes versions

### Carrosseries
SUV compact (X253)
- Carrosserie standard de la gamme.

SUV Coupé sportif (C253)

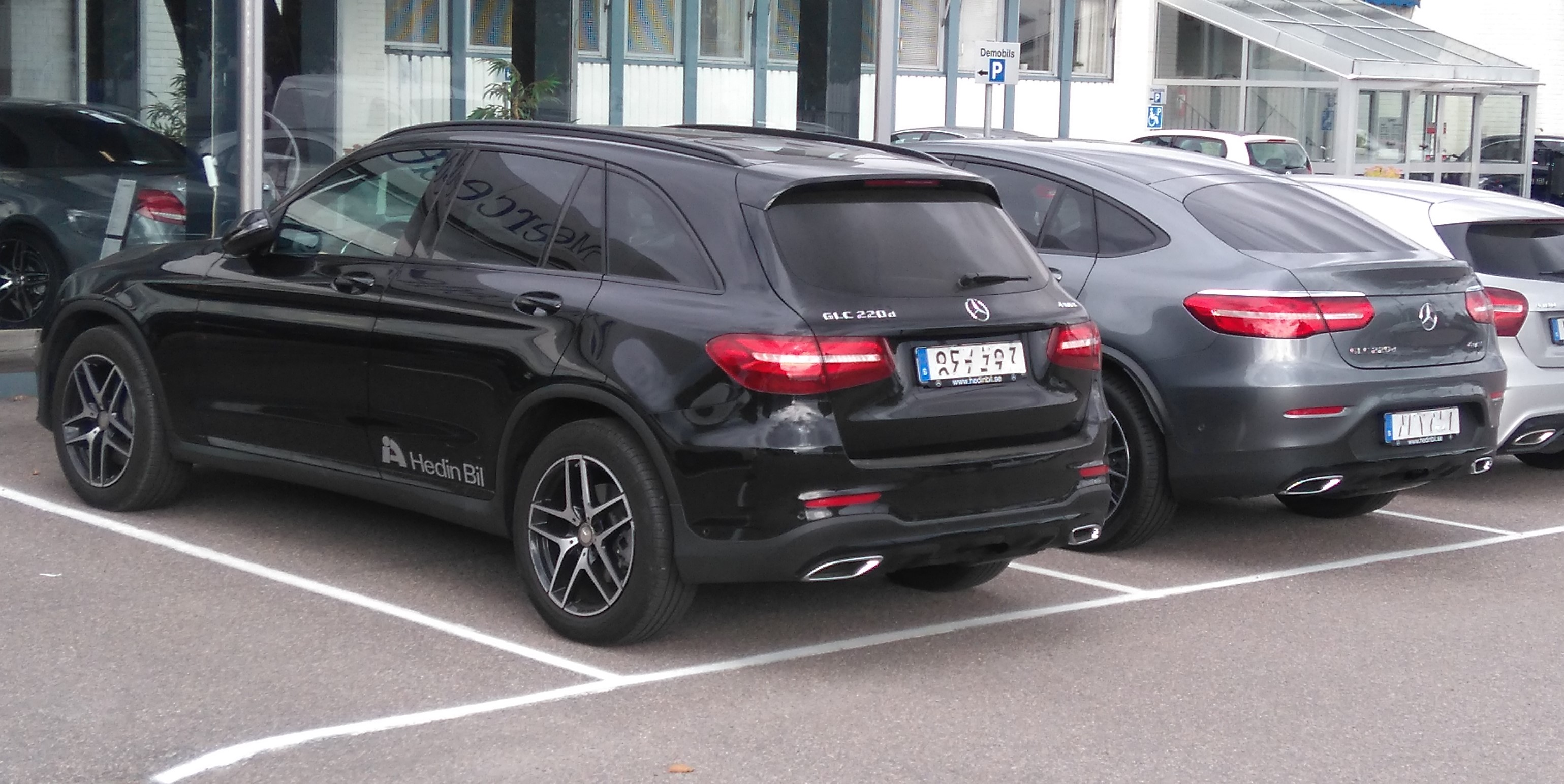
Le X253 à gauche et le C253 à droite.

- Déclinaison coupé de la Mercedes-Benz X253.

### Modèles de base

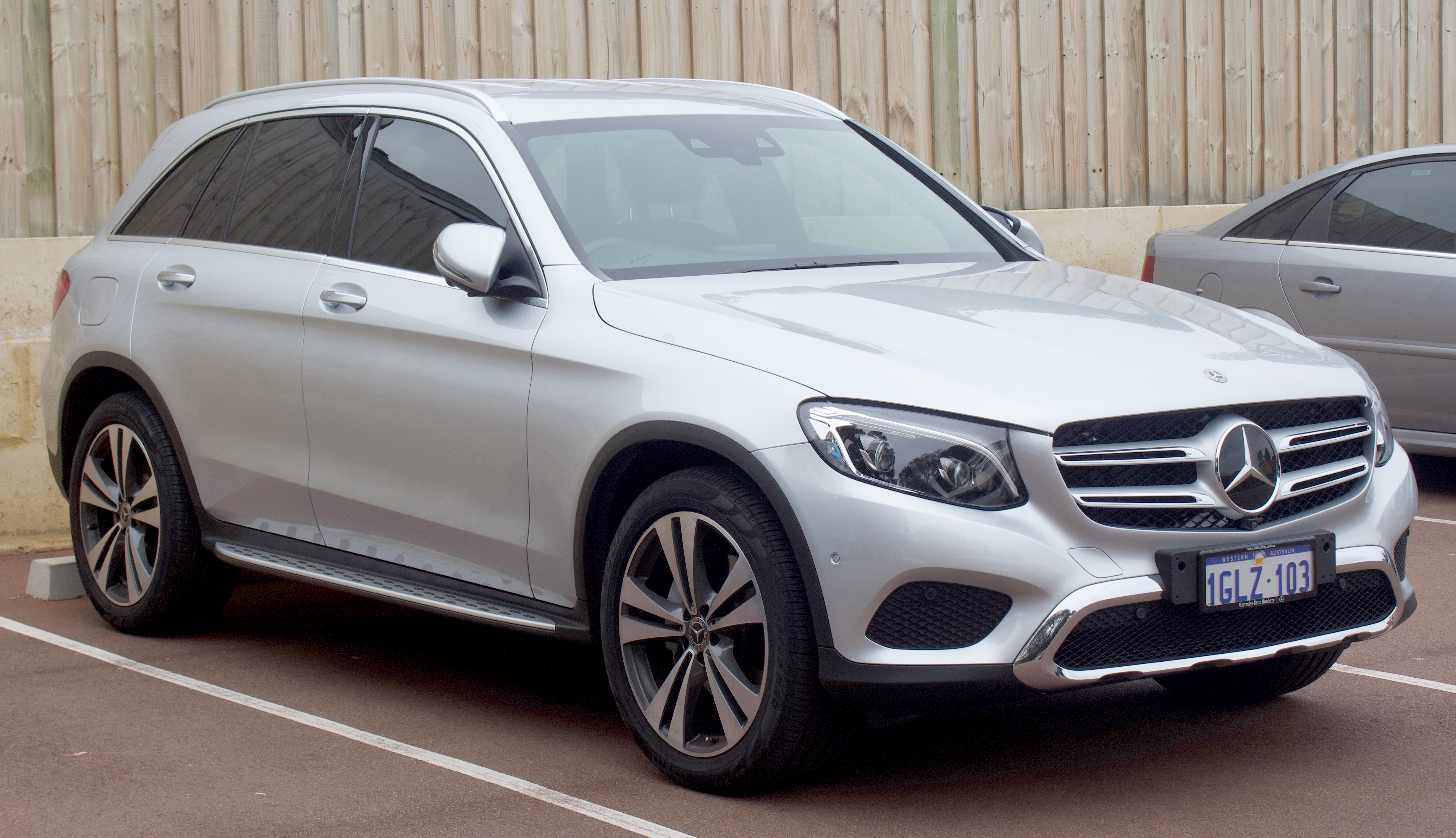
GLC 4MATIC

GLC 200 ; GLC 220 ; GLC 250 ; GLC 300 ; GLC 350
- Voir : Motorisations.

### Version spécifiques
AMG
- Voir : Mercedes-AMG Type 253.

### Les séries spéciales
Edition 1

Cette série spéciale accroît encore davantage la sportivité, l'exclusivité et le confort du véhicule. Elle est disponible pour une durée limitée.
- Équipements extérieurs supplémentaires :
  - Jantes alliage AMG + Vitres teintées + Logo Edition 1 sur carrosserie.
  - Pack disponible : "AMG Line".
- Équipements intérieurs supplémentaires :
  - Éclairage dʼambiance + Personnalisation au choix de l'acheteur.
  - Pack disponible : "Pack Confort".

## Caractéristiques

### Motorisations
Le Type 253 a eu six motorisations différentes de quatre cylindres lors de son lancement (quatre essence et deux diesel). Ils sont actuellement tous encore disponibles. Le modèle GLC 350 e 4MATIC est équipé d'un moteur électrique en plus du thermique. Les modèles 200 d et 350 d seront normalement prévus pour décembre 2016.
- Moteurs essence : 

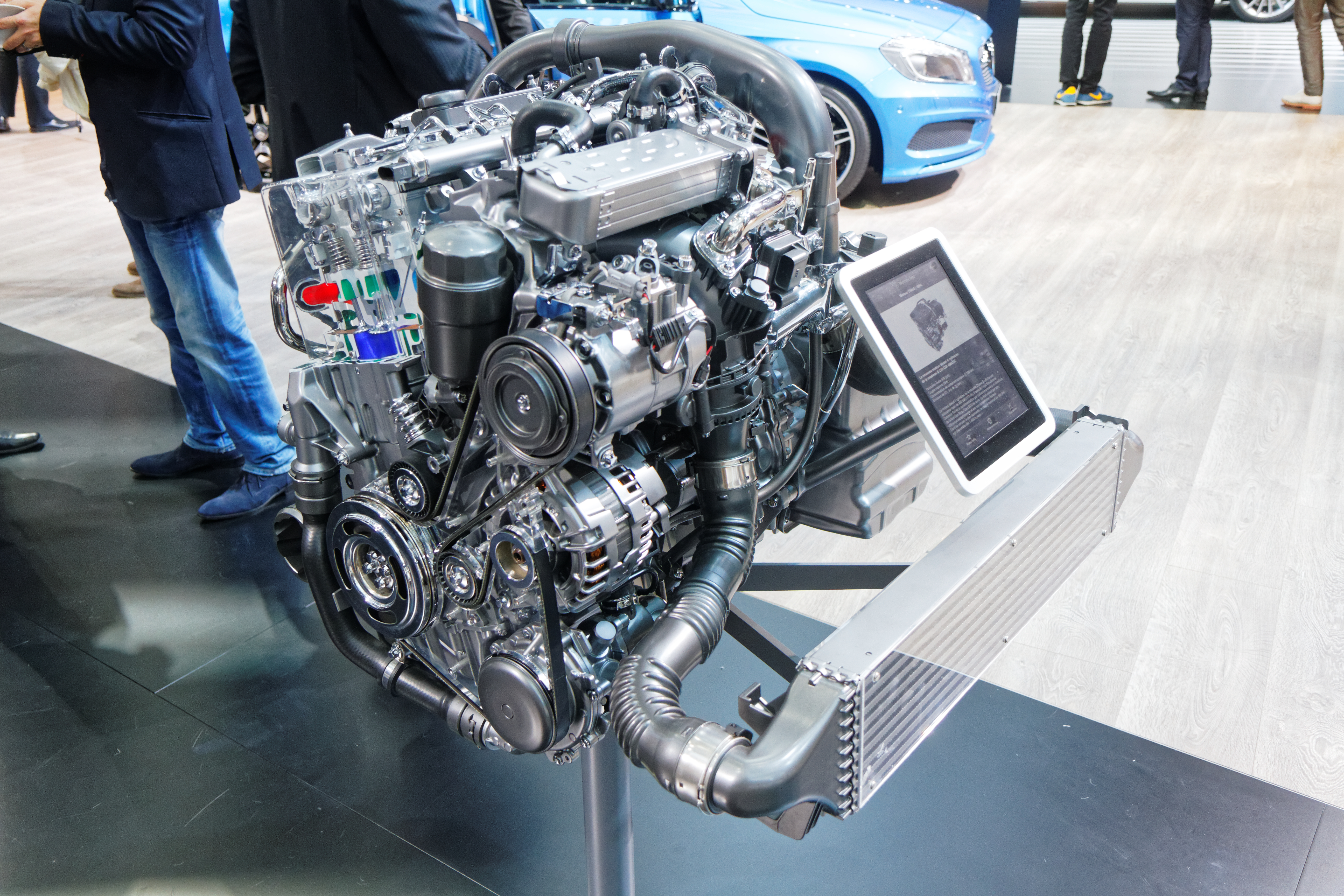
Moteur OM 651.

  - le M 274 quatre cylindres en ligne à injection directe de 2,0 litres avec turbocompresseur faisant 211 ch. Disponible sur les GLC 250 Familial et Coupé.
  - le M 274 quatre cylindres en ligne à injection directe de 2,0 litres avec turbocompresseur faisant 245 ch. Disponible sur les GLC 300 compact du marché États-Unis uniquement.

- Moteurs diesel : 
  - le OM 651 quatre cylindres en ligne à injection directe Common Rail de 2,1 litres avec bi-turbocompresseur faisant 163 ch. Disponible sur les GLC 220 d compact et Coupé.
  - le OM 651 quatre cylindres en ligne à injection directe Common Rail de 2,1 litres avec bi-turbocompresseur faisant 204 ch. Disponible sur les GLC 250 d compact et Coupé.
  - le OM 642 six cylindres en V à injection directe Common Rail de 3,0 litres avec turbocompresseur faisant 258 ch. Disponible sur les GLC 350 d compact et Coupé.

- Moteurs hybride : 
  - le M 274 quatre cylindres en ligne à injection directe de 2,0 litres avec turbocompresseur faisant 211 + 116 ch avec le moteur électrique. Disponible sur les GLC 350 e compact et Coupé.
  - le M 274 quatre cylindres en ligne à injection directe de 2,0 litres avec turbocompresseur faisant 211 + 122 ch avec le moteur électrique. Disponible avec les GLC 300 e compact et coupé.

Tous les moteurs sont conformes à la norme anti-pollution Euro 6.

### Mécanique
La Type 253 est principalement équipée d'une boîte de vitesses automatique à 9 rapports nommée 9G-TRONIC. Elle peut également être équipée de la 7G-TRONIC à 7 rapports automatique.

### Finitions

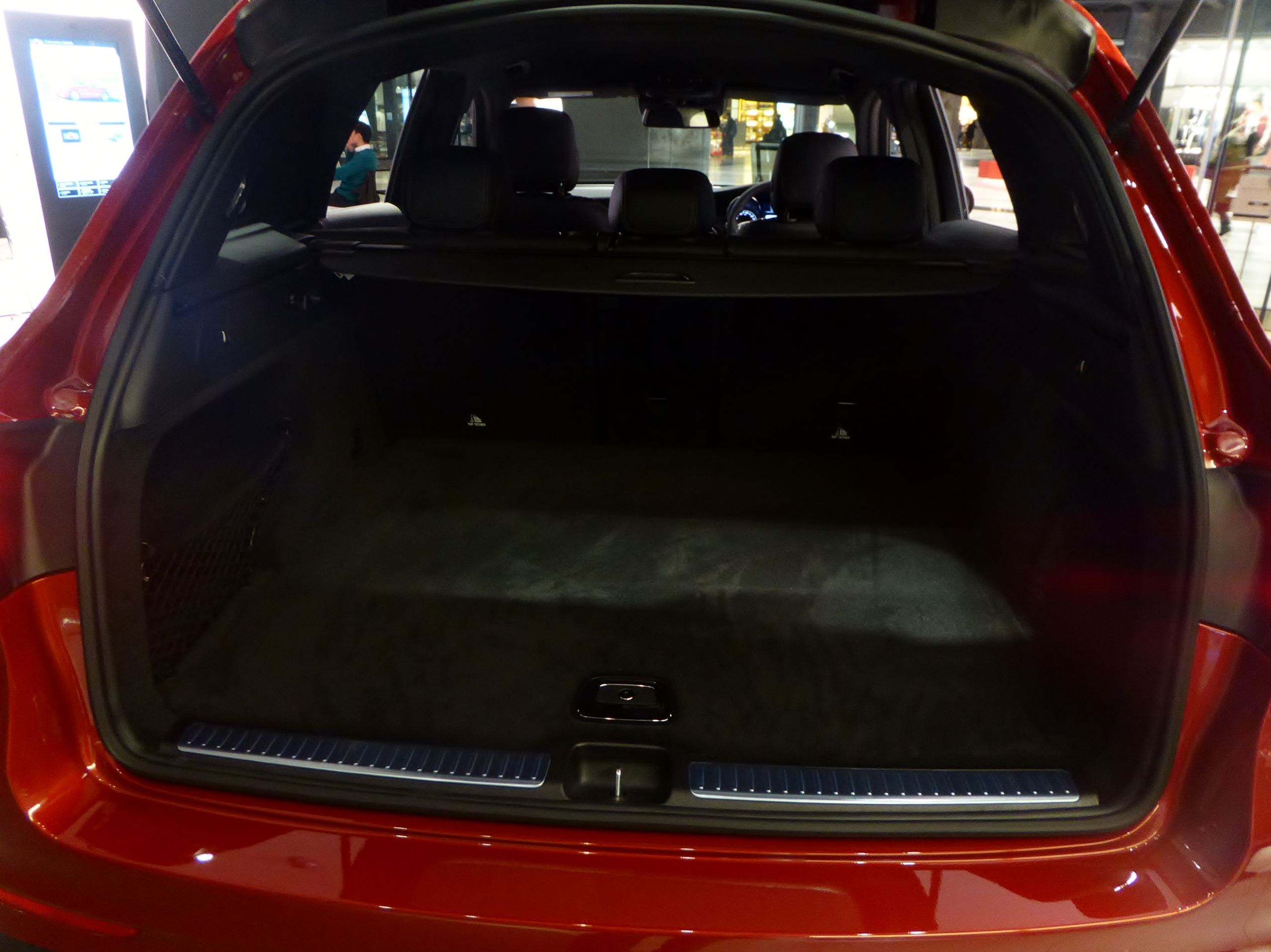
Coffre du GLC.

## Mercedes-AMG Type 253
La Mercedes-AMG Type 253 est un SUV compact et coupé sportif dérivé de la Mercedes-Benz Type 253.
Le 22 novembre 2018, le pilote de développement Mercedes-AMG, Markus Hofbauer, réalise au volant du GLC 63S AMG le temps de 7 min 49 s sur le circuit du Nürburgring. Il bat le record précédent de l'Alfa Romeo Stelvio de 2,5 s et deviens le SUV Le plus rapide de sa catégorie.

### Les différentes versions
- GLC 43 4MATIC : depuis 06/2016.
- GLC 63 4MATIC : depuis mi 2018.

### Caractéristiques

#### Motorisations
- GLC 43 AMG : moteur V6 Biturbo - 3,0 L (2 996 cm3) - 367 ch à 390 ch - 520 N m entre 2 000 et 4 200 tr/min - transmission intégrale 4MATIC - boîte automatique à neuf rapports[11].

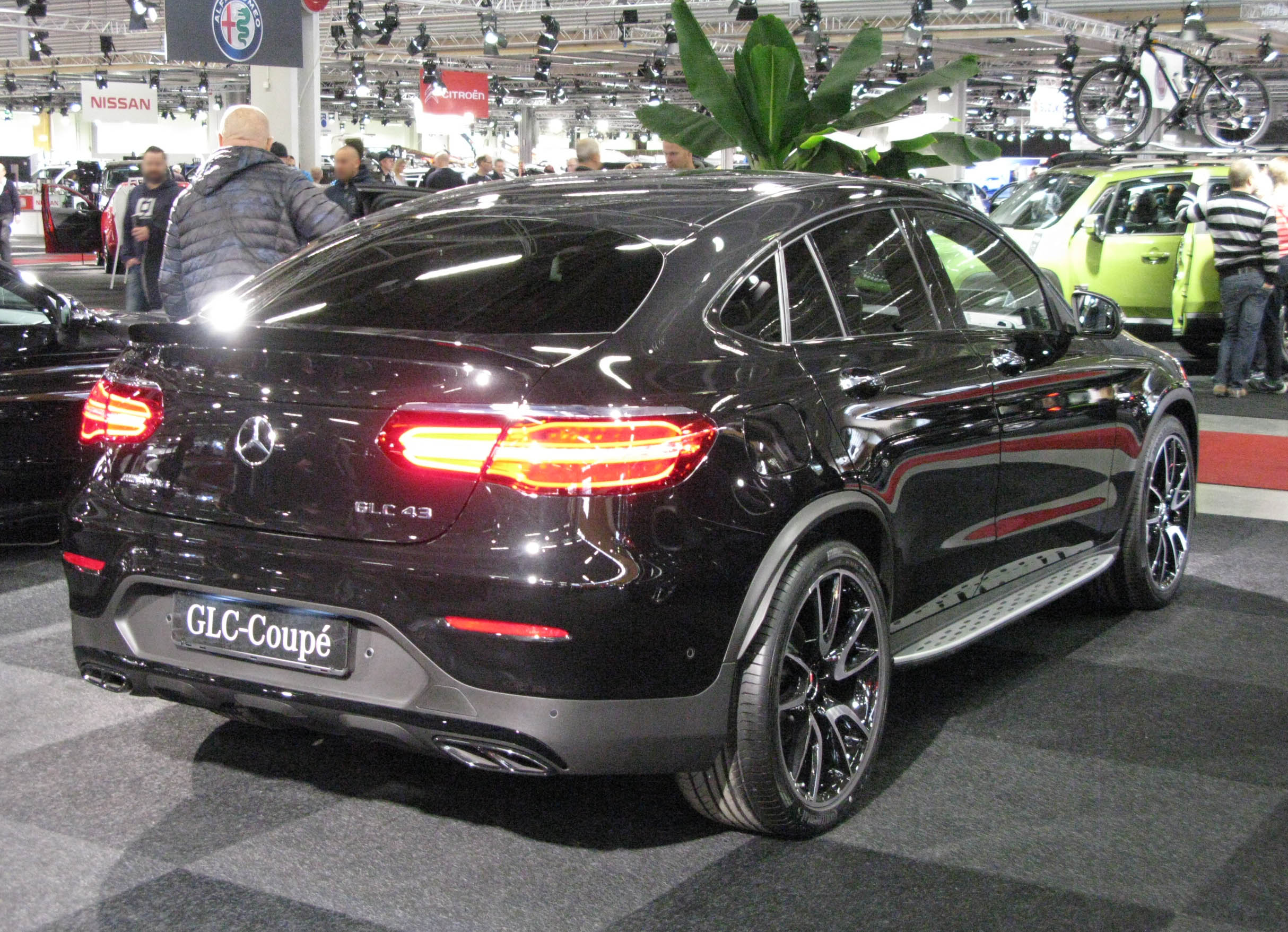

- GLC 63 AMG : moteur V8 Biturbo - 4,0 L (3 982 cm3) - 476 ch - 650 N m entre 1 750 et 4 500 tr/min - transmission intégrale 4MATIC - boîte automatique à sept rapports.

## Mercedes-Benz GLC Coupe Concept
Le Mercedes-Benz GLC Coupe Concept est un concept car dévoilé par Mercedes-Benz au salon de Shanghai 2015. Il préfigure le futur GLC, sa version coupé qui concurre les BMW X4 et Porsche Macan mais aussi la future identité stylistique des futurs SUV de Mercedes-Benz.

### Sources
- Site officiel